# Premio Amanda 2009
La XXV edizione del premio cinematografico norvegese premio Amanda (Amanda Awards in inglese) si tenne nel 2009.

## Vincitori
- Miglior film - Max Manus
- Miglior film straniero - The Millionaire
- Miglior attore - Aksel Hennie per Max Manus
- Miglior attrice - Ellen Dorrit Petersen per Iskyss
- Miglior attore non protagonista - Mads Sjøgård Pettersen per Nord
- Miglior attrice non protagonista - Agnes Kittelsen per Max Manus
- Miglior regista - Arild Fröhlich per Fatso
- Miglior sceneggiatore - Thomas Nordseth-Tiller per Max Manus
- Miglior fotografia - Geir Hartly Andreassen per Max Manus
- Miglior sonoro - Baard H. Ingebretsen, Tormod Ringnes per Max Manus
- Miglior montaggio - Einar Egeland per DeUsynlige
- Migliore colonna sonora - Johan Söderqvist per DeUsynlige
- Miglior film per ragazzi - I et speil i en gåte
- Miglior documentario - Moderne slaveri
- Public Choise Award - Max Manus
- Premio Onorario - Knut Erik Jensen